# LL Возничего
LL Возничего (лат. LL Aurigae) — двойная затменная переменная звезда (E) в созвездии Возничего на расстоянии (вычисленном из значения параллакса) приблизительно 9944 световых лет (около 3049 парсеков) от Солнца. Видимая звёздная величина звезды — от +15,8m до +15,1m.

## Характеристики
Первый компонент — жёлто-оранжевая звезда спектрального класса K-G. Эффективная температура — около 4904 К.